# Палтега
Па́лтега — деревня в составе Великогубского сельского поселения Медвежьегорского района Республики Карелия.

## Общие сведения
Расположена на Заонежском полуострове в северной части Онежского озера, на берегу реки Путкозерка. Деревня на берегу Путки (Путкозерки), на высоком месте, в 3-4 км севернее деревни Великая Нива.
В 2013 году в деревне построена деревянная часовня.
Этимология происхождения названия «Палтега». Из карел. palte, вепс. palteh «склон, косогор», отражающее расположение деревни на склоне берега реки Путки.

## Население
Численность населения в 1905 году составляла 95 человек.
| 2002 | 2009 | 2010 | 2013 |
| ---- | ---- | ---- | ---- |
| 72   | ↘59  | ↘29  | ↘23  |

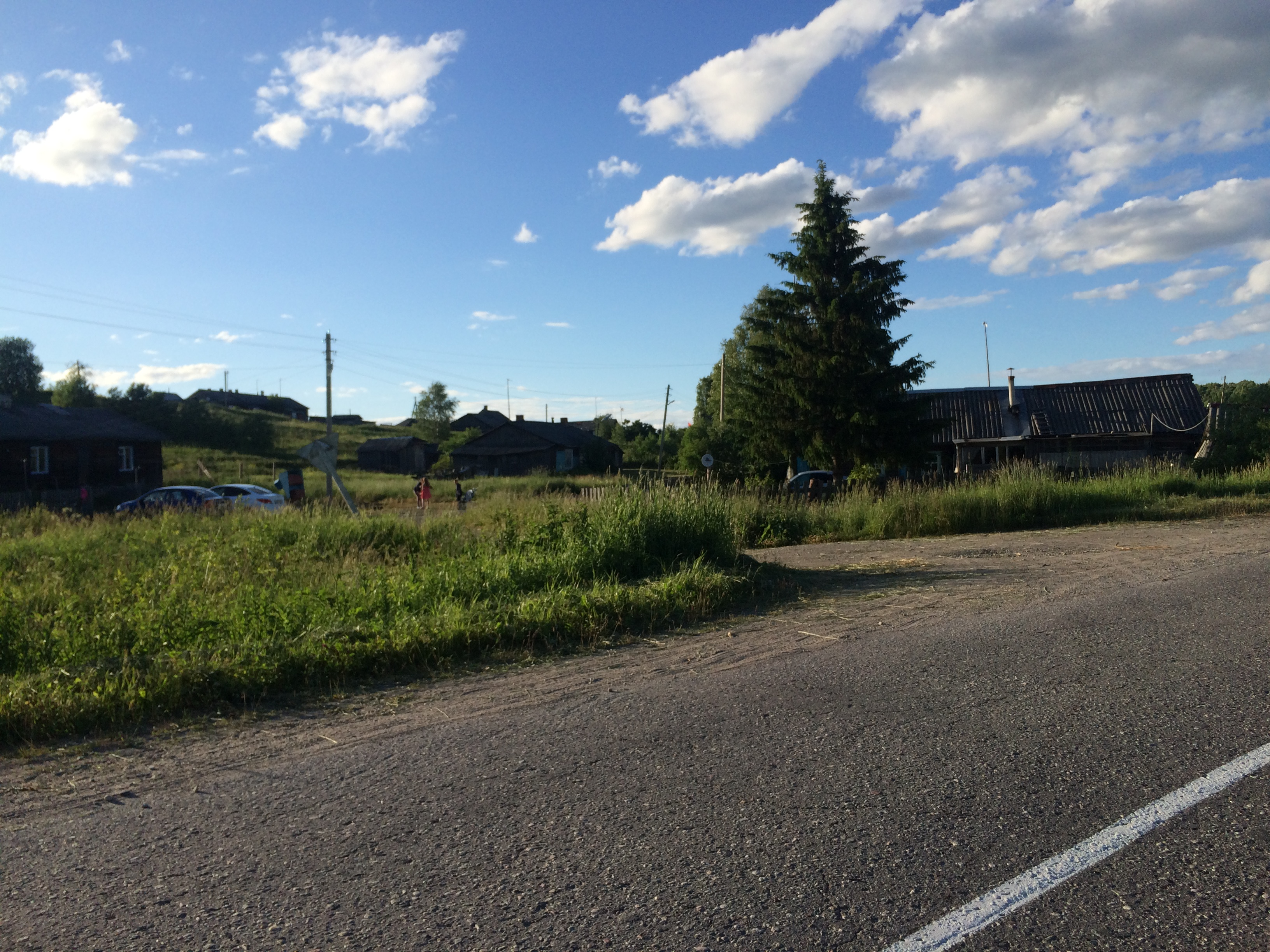
Центр деревни
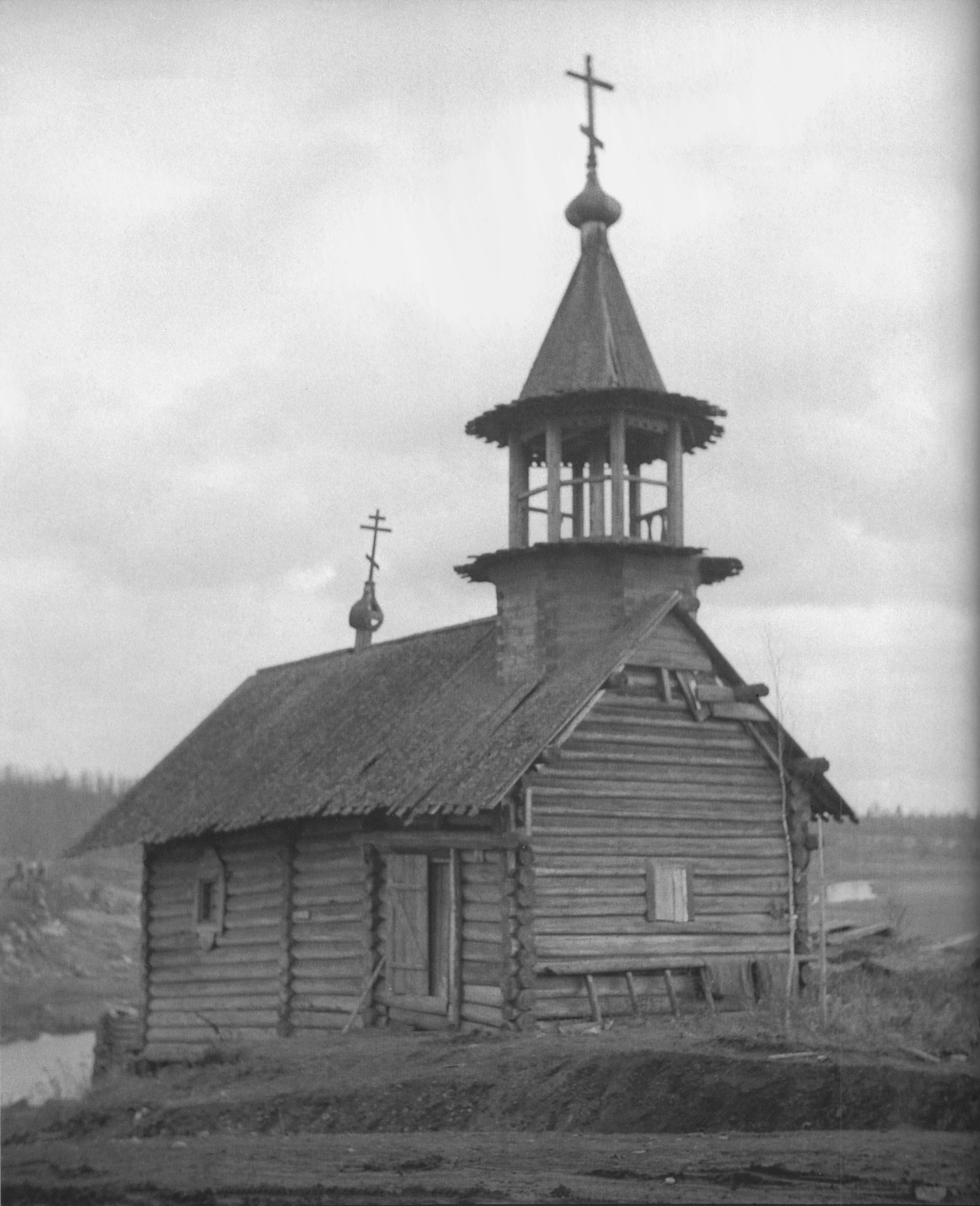
Утраченная часовня преподобного Варлаама Хутынского в 1943 году